# Португалија на Светском првенству у атлетици у дворани 2022.
Португалија је на 18. Светском првенству у атлетици у дворани 2022. одржаном у Београду од 18. до 20. мартаучествовала осамнаести пут, односно учествовала је на свим првенствима до данас. Репрезентација Португалије имала је 12 учесника (6 мушкарца и 6 жена), који су се такмичили у 9 дисциплине (5 мушких и 4 женске).,
На овом првенству Португалија је по броју освојених медаља делила 6 место 2 освојене медаље (1 златна и 1 сребрна).
У табели успешности према броју и пласману такмичара који су учествовали у финалним такмичењима (првих 8 такмичара) Португалија је са 3 учесника у финалу заузела 18. место са 18 бодова.
| Плас. | Земља       | 1. место | 2. место | 3. место | 4. место | 5. место | 6. место | 7. место | 8. место | Бр. финал. | Бод. |
| ----- | ----------- | -------- | -------- | -------- | -------- | -------- | -------- | -------- | -------- | ---------- | ---- |
| =18.  | Португалија | 1        | 1        | 0        | 0        | 0        | 1        | 0        | 0        | 3          | 18   |

## Учесници
| Мушкарци: - Карлос Насименто — 60 м - Исак Надер — 1.500 м - Абдел Кадер Ларинага — 60 м препоне - Педро Пичардо — Троскок - Тиаго Переира — Троскок - Франсиско Бело — Бацање кугле | Жене: - Лорене Доркас Базоло — 60 м - Росалина Сантос — 60 м - Катиа Азеведо — 400 м - Патрисија Мамона — Троскок - Ориол Донгмо — Бацање кугле - Жесика Иншуде — Бацање кугле |  |

## Освајачи медаља (2)

### Злато (1)
- Ориол Донгмо — Бацање кугле

### Сребро (1)
- Педро Пичардо — Троскок

## Резултати

### Мушкарци
| Атлетичар            | Дисциплина   | Лични рекорд | Квалификације     | Квалификације | Полуфинале | Полуфинале | Финале               | Финале       | Детаљи |
| Атлетичар            | Дисциплина   | Лични рекорд | Резултат          | Место         | Резултат   | Место      | Резултат             | Место        | Детаљи |
| -------------------- | ------------ | ------------ | ----------------- | ------------- | ---------- | ---------- | -------------------- | ------------ | ------ |
| Карлос Насименто     | 60 м         | 6,62         | 6,62(.620) кв, ЛР | 4. у гр. 4    | 6,65(.642) | 5. у гр. 3 | Није се квалификовао | 15 / 43 (50) |        |
| Исак Надер           | 1.500 м      | 3:36,50      | 3:37,60 кв        | 3. у гр. 3    |            |            | 3:39,97              | 10 / 30      |        |
| Абдел Кадер Ларинага | 60 м препоне | 7,67         | 7,69(.685) кв     | 4. у гр. 5    | 7,70       | 5. у гр. 3 | Није се квалификовао | 22 / 44 (46) |        |
| Педро Пичардо        | Троскок      | 18,08 о      |                   |               |            |            | 17,46 НР, ЛР         |              |        |
| Тиаго Переира        | Троскок      | 17,11 о      | 16,46             | 9 / 12 (13)   |            |            |                      |              |        |
| Франсиско Бело       | Бацање кугле | 21,28        | 19,87             | 15 / 18       |            |            |                      |              |        |

### Жене
| Атлетичарка          | Дисциплина   | Лични рекорд | Квалификације     | Квалификације | Полуфинале            | Полуфинале            | Финале                | Финале       | Детаљи |
| Атлетичарка          | Дисциплина   | Лични рекорд | Резултат          | Место         | Резултат              | Место                 | Резултат              | Место        | Детаљи |
| -------------------- | ------------ | ------------ | ----------------- | ------------- | --------------------- | --------------------- | --------------------- | ------------ | ------ |
| Лорене Доркас Базоло | 60 м         | 7,17 НР      | 7,24 кв           | 5. у гр. 1    | 7,24                  | 8. у гр. 1            | Није се квалификовала | 20 / 46 (47) |        |
| Росалина Сантос      | 60 м         | 7,27         | 7,39 (.389)       | 7. у гр. 2    | Нису се квалификовале | Нису се квалификовале | Нису се квалификовале | 34 / 46 (47) |        |
| Катиа Азеведо        | 400 м        | 50,59        | 53,01             | 5. у гр. 1    | Нису се квалификовале | Нису се квалификовале | Нису се квалификовале | 19 / 28      |        |
| Патрисија Мамона     | Троскок      | 15,01 о      |                   |               |                       |                       | 14,42 ЛРС             | 6 / 16       |        |
| Ориол Донгмо         | Бацање кугле | 19,90 НР     | 20,43 СРС, НР, ЛР |               |                       |                       |                       |              |        |
| Жесика Иншуде        | Бацање кугле | 18,13        | 17,58             | 12 / 15       |                       |                       |                       |              |        |